# 尼尔森·卡巴雷拉
尼尔森·卡巴雷拉（Nelson Cabrera，1983年4月22日—），是一名巴拉圭职业足球运动员，司职中后卫。
2012年3月，卡巴雷拉转会加盟中国足球甲级联赛球队重庆力帆。